# Heretique
Heretique – polski zespół muzyczny założony w 2007 w Gliwicach, wykonujący muzykę z pogranicza black metalu i thrash metalu.

## Historia

### Początki (2007 – 2012)
Nasza muzyka jest wypadkową naszych upodobań stylistycznych, takim wspólnym mianownikiem. Słychać i thrash i black i death, bo tak naprawdę każdy z nas taką muzykę na co dzień konsumuje. Ja osobiście wzoruję się na Shagrath’cie z Dimmu Borgir, bo jest bardzo charyzmatyczną i barwną postacią na scenie metalowej.

Myślę, „Primal Blasphemy” spełnił wszystkie zadania, dla których został nagrany a mianowicie: przede wszystkim chcieliśmy się sprawdzić, sprawdzić jak poradzimy sobie z nagraniami, sprawdzić nasze umiejętności i warsztat. Takie tam wyzwanie... Dopiero potem zaczęliśmy traktować go jako materiał, którym moglibyśmy zaznaczyć swoją obecność na scenie, nawiązać za jego pomocą kontakty z zinami, ludźmi którzy organizują jakieś sztuki i innymi kapelami... Jako materiał demo „Primal...” sprawdził się całkiem nieźle. Fakt nie pchaliśmy go raczej celem wydania, to był materiał nagrany w zaimprowizowanym studio nagrań na sali prób, bo jak już mówiłem wydanie nie było jego podstawowym celem, miał sprawdzić nas jako zespół i ewentualnie przetrzeć pewne szlaki.

Zespół powstał w 2007 roku z inicjatywy gitarzysty Grzegorza „Celeja” Celejewskiego oraz basisty Jacka Wołoszczuka. Pierwszy skład uzupełniają wokalista Marek „Strzyga” Szubert, perkusista Radosław „Czaszka” Muzyka oraz drugi gitarzysta Piotr „Peter” Odrobina. W tym składzie zespół rozpoczyna próby, które owocują powstaniem pierwszego autorskiego materiału.
Na początku 2008 roku dochodzi do pierwszej zmiany składu: Wołoszczuka zastępuje Wojciech „Zyzio” Zydroń. Zespół poświęca cały rok na tworzenie materiału i koncertowanie w lokalnych klubach na terenie śląska. W lutym 2009 roku nakładem własnym zespołu ukazało się siedmioutworowe demo zatytułowane Primal Blasphemy. Wydawnictwo zawierało m.in. cover zespołu In Flames, Lord Hypnos.
W tym samym roku, razem z zespołem Vates grupa wyrusza w mini trasę koncertową obejmującą Katowice, Częstochowę, Kraków oraz Cieszyn. Zespół zwieńczył objazd koncertem na festiwalu „Metal Park 2009” w Tarnowskich Górach, gdzie poprzedzał występ zespołu Turbo.
Kilka tygodni później zespół opuszcza perkusista Radosław Muzyka, którego zastępuje Grzegorz „Igor” Piszczek, wcześniej grający w zespole Orion Prophecy. Po tej zmianie personalnej zespół koncertuje m.in. z Kat & Roman Kostrzewski, Horrorscope i Iscariota.
Rok 2010 upływa pod znakiem koncertów, zespół ponownie występuje u boku grup Kat & Roman Kostrzewski i Horrorscope, a także razem z Witchmaster, Azarath, Dual-Coma, Impaled Nazarene czy Moulded Flesh.

### Ore Veritatis(2012 – 2016)
W 2011 roku Heretique nagrywa swój pierwszy album długogrający, zatytułowany Ore Veritatis. Nagrania miały miejsce w rybnickim studiu No Fear Records pod okiem Krzysztofa Lenarda. Producentem albumu został były członek zespołu Vox Interium, Piotr Nowak. Album ukazał się 9 stycznia 2012 roku nakładem Wydawnictwa Muzycznego „Psycho” z Płocka . Do końca roku zespół koncertuje po całej Polsce promując swoje dzieło.
Rok 2013 to kolejne koncerty promujące Ore Veritatis, m.in. u boku Christ Agony i Infernal Death. Po zakończeniu promocji debiutanckiego albumu zespół rozpoczyna prace nad drugim albumem studyjnym.

### De Non Existentia Dei(2016 – obecnie)
Słowa te [„De non existentia Dei”] kierujemy do każdego. Skoro „słowo boże” jest kierowane do wszystkich to i „słowo świeckie” też może. Słowa te skierowane są i do ludzi „naszego pokroju” – po to aby nie poczuli się osamotnieni w swoich tezach i poglądach, jak i dla tzw. „wiernych” – m.in. po to, żeby zatrzymali się na chwilę w swoim ślepym (świętym) galopie, odłożyli krucyfiks, odłożyli różaniec, modlitewnik i choć przez moment zastanowili się nad formułami, które tak codziennie klepią z pamięci (nad ich sensem). Żeby choć przez chwil kilka zaczęli je analizować, żeby czasem poczytali też inne książki… Ale z drugiej strony nikogo na siłę nie zamierzamy przekonywać.

Nagrania następcy Ore Veritatis ruszają w połowie 2014 roku. Perkusja zostaje zarejestrowana ponownie w Rybniku pod okiem Krzysztofa Lenarda, zaś ścieżki gitary i basu grupa nagrywa w paczyńskim studiu „Młyn” należącym do Piotra Nowaka, który raz jeszcze został zatrudniony w roli producenta. 20 sierpnia w serwisie YouTube premierę miał zapowiadający nowy album teledysk do utworu Spiritus Antichristi w reżyserii Hektora Weriosa. Cały rok 2015 upłynął pod znakiem dalszych prac nad krążkiem oraz szukaniem dla niego wydawcy. W końcu zespół ogłosił datę premiery długo wyczekiwanej drugiej płyty, zatytułowanej De Non Existentia Dei. Tytuł został zainspirowany traktatem O nieistnieniu Boga autorstwa Kazimierza Łyszczyńskiego, zaś tekst utworu tytułowego był angielskim przekładem fragmentu wspomnianego dzieła, po latach odnalezionym w Bibliotece Kórnickiej (oryginał został spalony na Rynku Starego Miasta w Warszawie a jego autor zamordowany). 11 marca ukazał się kolejny klip grupy w reżyserii Hektora Weriosa, tym razem do utworu Dimension. Sam album ukazał się 26 marca nakładem opolskiej wytwórni Via Nocturna. Zebrał bardzo pozytywne recenzje na wiodących polskich portalach muzycznych. W końcu 2016 roku z zespołem rozstał się długoletni basista, Wojciech Zydroń.
Na początku 2017 roku zespół ogłosił, że jego nowym basistą został Marek „Premier” Tuskowski występujący wspólnie z Szubertem w zespole Spatial.
W styczniu 2018 roku zespół opuścił jego współzałożyciel, Grzegorz Celejewski, wskutek czego zespół stał się kwartetem. W marcu tego samego roku kontuzji ręki doznał Grzegorz Piszczek, którego na koncertach tymczasowo zastąpił Daniel Rutkowski, były członek zespołu Embrional.

## Muzycy

### Obecny skład zespołu
- Marek „Strzyga” Szubert – wokal (od 2007)
- Piotr „Peter” Odrobina – gitara prowadząca, gitara rytmiczna (od 2007)
- Marek „Premier” Tuskowski – gitara basowa (od 2017)
- Grzegorz „Igor” Piszczek – perkusja (od 2009)

### Byli członkowie
- Grzegorz "Celej" Celejewski – gitara rytmiczna (2007 – 2018)
- Wojciech „Zyzio” Zydroń – gitara basowa (2008 – 2017)
- Jacek Wołoszczuk – gitara basowa (2007 – 2008)
- Radosław „Czaszka” Muzyka – perkusja (2007 – 2009)

### Muzycy koncertowi
- Daniel Rutkowski – perkusja (od 2018)

## Dyskografia

### Albumy
| Tytuł                 | Dane dot. albumu                                                              |
| --------------------- | ----------------------------------------------------------------------------- |
| Ore Veritatis         | - Data: 9 stycznia 2012 - Wydawca: Wydawnictwo Muzyczne „Psycho" - Format: CD |
| De Non Existentia Dei | - Data: 26 marca 2016 - Wydawca: Via Nocturna - Format: CD                    |

### Dema
| Tytuł            | Dane dot. albumu                                        |
| ---------------- | ------------------------------------------------------- |
| Primal Blasphemy | - Data: luty 2009 - wydanie własne zespołu - Format: CD |

### Kompilacje różnych artystów
| Tytuł                               | Dane dot. albumu                                                                           |
| ----------------------------------- | ------------------------------------------------------------------------------------------ |
| Silesian Butchers Vol. 2            | - Utwór: Putrescent Society - Data: 2011 - Wydawca: Let Them Come Productions - Format: CD |
| Polish Metal Underground            | - Utwór: Rain Of Fire - Data: 21 czerwca 2011 - Wydawca: MAS Music Art - Format: CD        |
| Tribal Convictions Assault Vol. III | - Utwór: Putrescent Society - Data: 2013 - Wydawca: Tribal Convictions Zine - Format: MC   |

### Teledyski
| Data publikacji  | Utwór                  | Reżyseria/Realizacja | Album                 | Źródło |
| ---------------- | ---------------------- | -------------------- | --------------------- | ------ |
| 4 listopada 2010 | „Putrescent Society"   | Andrzej Sobel        | Ore Veritatis         | [ 11 ] |
| 20 sierpnia 2014 | „Spiritus Antichristi" | Hektor Werios        | De Non Existentia Dei | [ 12 ] |
| 11 marca 2016    | „Dimension"            | Hektor Werios        | De Non Existentia Dei | [ 13 ] |